# Adenocline violifolia
Adenocline violifolia är en törelväxtart som först beskrevs av Gustav Kunze, och fick sitt nu gällande namn av David Prain. Adenocline violifolia ingår i släktet Adenocline och familjen törelväxter. Inga underarter finns listade i Catalogue of Life.